# 紅圓翅鍬形蟲
紅圓翅鍬形蟲（學名：Neolucanus swinhoei Bates），因擁有著如小提琴般的光澤（酒紅色至紅棕色），少數有黑色個體，是完全變態的昆蟲，本種也有著圓翅鍬形蟲當中一定要俱備的圓滑翅鞘。本種早期在泰國、中國均有發現到近源種，如今已定位為台灣特有種。本種在台灣中北部地區容易發現黑色個體，與泥圓翅鍬形蟲的外觀十分相近，容易使人混淆。本種體型雄蟲約24~57公釐，雌蟲則是約22~50公釐，主要生活在海拔1500公尺以下，在山區橫貫公路的路面上十分常見。

## 繁殖生態
本種數量穩定，而且是台灣少數在8至10月，也就是夏秋兩季出沒（因為其他鍬形蟲普遍是在春夏活躍），本種大多時間都是在路面爬行，而且大都是在白晝活動，夜晚只有少數個體趨光，主要吸食樹液。本種幼蟲前蛹期可長達9個月，幼生期約兩年。
喜愛吸食柑桔及山毛榉科（殼斗科）植物樹液。

## 同屬鍬形蟲
- 泥圓翅鍬形蟲
- 小圓翅鍬形蟲
- 台灣圓翅鍬形蟲
- 大圓翅鍬形蟲
- 泰雅圓翅鍬形蟲

## 外部連結
- 鐵甲武士
- 鍬形蟲 - 國立臺灣大學昆蟲標本館數位典藏
- . 台灣山林悠遊網電子報. 行政院農業委員會林務局.   [2015-08-25]. （原始内容存档于2016-03-04）.

1. ↑  永井信二 1994
2. 1 2 3
3. 1 2
4. ↑  TaiBNET-333964